# Mirriwinni

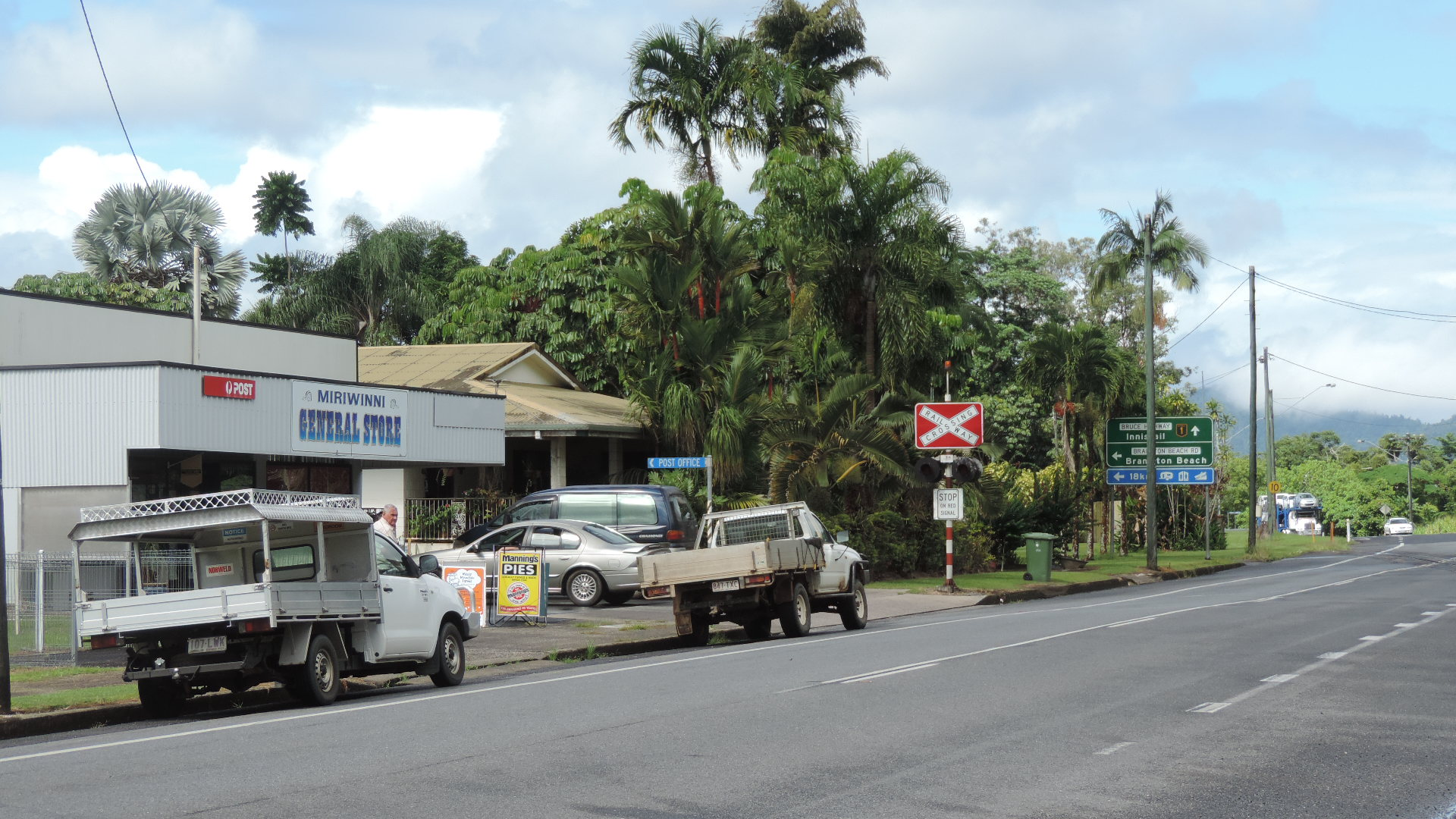
Bruce Highway in Mirriwinni (2018)

Mirriwinni (früher Miriwinni) ist ein kleiner Ort im australischen Bundesstaat Queensland mit 221 Einwohnern (Stand 2021).
Der Ort liegt südlich von Cairns und nördlich von Innisfail, am Fuß des 1622 Meter hohen Mount Bartle Frere, dem höchsten Berg in Queensland. Es wird angenommen, dass der Ortsname sich vom Aborigin-Wort merriwinno herleitet, was Bergfelsen bedeutet. Nach dem Zweiten Weltkrieg wurde der Ort aus unbekannten Gründen nur mit einem „r“ geschrieben, 2010 wieder rückbenannt. 
In Mirriwinni wurde 1969 der Triathlet Brad Beven geboren.